# Dorte Bennedsen
Dorte Marianne Bennedsen (Geburtsname: Dorte Marianne Koch; * 2. Juli 1938 in Frederiksberg Kommune, Kopenhagen; † 17. März 2016 ebenda) war eine dänische Politikerin der Socialdemokraterne, die unter anderem zwischen 1975 und 2001 Mitglied des Folketing, von 1971 bis 1973 Kirchenministerin sowie zwischen 1979 und 1982 Bildungsministerin war.

## Leben
Dorte Marianne Koch war die Tochter des Theologieprofessors Hal Koch (1904–1963) und der sozialdemokratischen Politikerin Bodil Koch (1903–1972), die unter anderem zwischen 1955 und 1966 ebenfalls Kirchenministerin war. Sie begann nach dem Besuch der Metropolitanskolen 1956 ein Studium im Fach Christliche Theologie an der Universität Kopenhagen und schloss dieses 1964 mit dem Staatsexamen ab. Nachdem sie zwischen 1965 und 1968 als evangelisch-lutherische Hilfspriesterin an der Kopenhagener Holmens Kirke tätig war, fungierte sie von 1968 bis 1971 als Generalsekretärin des Dänischen Jugendrates DUF (Dansk Ungdoms Fællesråd). Daneben engagierte sie sich in verschiedenen weiteren Organisationen wie der Nationalen UNESCO-Kommission, dem Rat für Entwicklungsländer (Ulandsrådet) und Mellemfolkeligt Samvirke MS, eine Nichtregierungsorganisation, deren offizieller Zweck darin besteht, zwischenmenschliches internationales Verständnis und Solidarität zu fördern. Ihr politisches Engagement für die Sozialdemokratische Partei (Socialdemokraterne) begann sie in der Kommunalpolitik von 1970 bis 1974 als Mitglied des Rates der Frederiksberg Kommune.
Am 11. Oktober 1971 wurde Dorte Bennedsen als Kirchenministerin (Kirkeminister) in die Regierung Krag III berufen und bekleidete dieses Ministeramt vom 5. Oktober 1972 bis zum 19. Dezember 1973 auch in der Regierung Jørgensen I. Nachdem sie 1973 für die Socialdemokraterne ihm Wahlkreis Gentoftekredsen zunächst ohne Erfolg für ein Mandat im Folketing kandidiert hatte, wurde sie 1975 im Wahlkreis Københavns Amtskreds zum Mitglied des Folketing gewählt, woraufhin sie dem Parlament vom 9. Januar 1975 bis zum 20. November 2001 angehörte. Sie war von 1974 bis 1979 Vorsitzende des Verbraucherrates (Forbrugerrådet), eine unabhängige Verbraucherorganisation, die sich für einen nachhaltigen und sozial verantwortlichen Konsum und gut funktionierende Märkte einsetzt mit dem Ziel, Verbraucherrechte zu sichern und Verbraucher zu einem Machtfaktor im Markt zu machen. Daneben fungierte sie während ihrer Parlamentszugehörigkeit von 1977 bis zu ihrer Ablösung durch Karl Hjortnæs 1979 als stellvertretende Vorsitzende der Fraktion der Sozialdemokraten sowie zugleich zwischen 1977 und 1979 als Vorsitzende des Wirtschaftsausschusses (Folketingets Erhvervsudvalg).
Am 5. Januar 1979 übernahm Dorte Bennedsen als Nachfolgerin von Ritt Bjerregaard in der Regierung Jørgensen III das Amt als Bildungsministerin (Undervisningsminister) und bekleidete dieses vom 26. Oktober 1979 bis zum 30. Dezember 1981 in der Regierung Jørgensen IV sowie vom 30. Dezember 1981 bis zum 10. September 1982 in der Regierung Jørgensen V.
Nach ihrem Ausscheiden aus der Regierung war Dorte Bennedsen als Nachfolgerin von Asger Baunsbak-Jensen zwischen 1984 und ihrer Ablösung durch Hans Engell 1999 Vorsitzende der Vereinigung Norden (Foreningen Norden), ein in den nordischen Ländern vertretener Verein zur Förderung der kulturellen und politischen Zusammenarbeit zwischen den einzelnen nordischen Ländern. Daneben war sie zwischen 1984 und 2001 Mitglied des Nordischen Rates sowie von 1987 bis 1991 Präsidentin des Dachverbandes der Vereinigungen Norden FNF (Foreningerne Nordens Forbund). Des Weiteren war sie zwischen 1987 und 1988 Vorsitzende des Kommunalausschusses (Folketingets Kommunaludvalg) sowie zuletzt von 1998 bis 2001 Vorsitzende des Staatsbürgerschaftsausschusses (Folketingets Indfødsretsudvalg).